# 공정한 세상 가설
공정한 세상 가설(Just-world hypothesis)은 "사람들은 자신이 마땅히 받아야 할 것을 얻는다"고 가정하는 인지 편향이다. 즉, 행동은 반드시 행위자에게 도덕적으로 공정하고 적절한 결과를 가져올 것이라고 가정한다. 예를 들어, 고귀한 행동은 결국 보상을 받고 악한 행동은 결국 처벌을 받을 것이라는 가정이 이 가설에 속한다. 즉, 공정한 세상 가설은 도덕적 균형을 회복하는 보편적인 힘이나 행동의 본질과 그 결과 사이의 보편적인 연관성에 결과를 귀속시키거나 그 결과로 결과를 기대하는 경향이다. 이 믿음은 일반적으로 우주 정의, 운명, 신의 섭리, 도덕적 사막(moral desert), 안정, 질서 또는 카르마의 존재를 암시한다. 이는 특히 고통받는 사람이 고통을 받을 자격이 있다는 이유로 고통을 합리화하는 것과 관련하여 다양한 근본적인 오류와 종종 관련된다.
이 가설은 멜빈 J. 러너(Melvin J. Lerner)가 1960년대 초 정의로운 세상에 대한 믿음에 대한 중요한 연구를 수행한 이후 사회 심리학자들에 의해 널리 연구되어 왔다. 그 이후로 다양한 상황과 문화 전반에서 가설의 예측 능력을 조사하고 공정한 세상 신념에 대한 이론적 이해를 명확하게 하고 확장하는 연구가 계속되었다.

## 같이 보기
- 있을 수 있는 세계 중 최상의 세계
  - 고트프리트 빌헬름 라이프니츠
  - 캉디드
  - 악의 문제
- 사후 확신 편향
- 평균적인 세계 증후군
- 모럴 패닉
- 복수
- 사회진화론
- 예루살렘의 아이히만
- 신정론
- 피해자 비난